# 아사노 나가아키라
아사노 나가아키라(일본어: 浅野 長晟 あさの ながあきら[*], 덴쇼 14년 음력 1월 28일(1586년 3월 18일) ~ 간에이 9년 음력 9월 3일(1632년 10월 16일))는 아즈치모모야마 시대부터 에도 시대 전기까지의 다이묘이다.

## 생애
오미 사카모토(현재 시가현 오쓰시)에서 아사노 나가마사의 차남으로 태어났다. 분로쿠 3년(1594년)부터 도요토미 히데요시의 가신으로 임관해 3000석을 받았다. 게이초 5년(1600년) 세키가하라 전투 후 정권을 장악한 도쿠가와 이에야스 밑에 들어가 도쿠가와 히데타다의 소성을 지냈고 빗추 아시모리번의 2만 4000석을 받는다. 게이초 18년(1613년), 형 요시나가가 후사를 두지 못하고 병사하자 기이 기슈번을 물려받아 와카야마성의 주인이 된다.
게이초 18년(1613년), 맏형 요시나가가 사망하자 가독을 상속하고 기이 와카야마번(기슈번)의 주인이 되었다.
게이초 19년(1614년)의 오사카 겨울 전투에서는 초반의 기즈카와구치 전투(木津川口の戦い)에 참전한 것 외, 다음 20년(1615년)의 여름 전투에서는, 카시이 전투(樫井の戦い)에서 하나와 나오유키등을 토벌한다고 하는 공적을 올렸다. 그러나 기이국 내에서는 '기타야마 잇키'(北山一揆), '기슈 잇키'(紀州一揆)와 토착 세력의 연이은 봉기를 당하고, 전후 곧바로 영내로 돌아와 잇키의 진압에 임했다.
오사카 전투에서 도쿠가와 측으로 참가했다. 오사카 여름 전투에서는 적장 반 나오유키를 사살하는 공을 세운다.
1619년 후쿠시마 마사노리의 영지가 감봉되어 이봉되자, 그 영지인 아키 히로시마번 42만석으로 가증 이봉된다.
간에이 9년(1632년) 9월 3일 히로시마(広島)에서 향년 47세(만 46세)로 사망했다. 가독은 차남 미쓰나리가 이었다.
묘소는 히로시마현 히로시마시의 간다야마 묘지(神田山墓地).

## 같이 보기
- 아사노씨

| 전임 아사노 요시나가 | 제16대 아사노가 당주 1613년 ~ 1632년 | 후임 아사노 미쓰아키라 |

| 전임 기노시타 가쓰토시 기노시타 도시후사 | 아시모리번 번주 (아사노가) 1610년 ~ 1613년 | 후임 막부직할령(기노시타 도시후사) |

| 전임 아사노 요시나가 | 제2대 기슈번 번주 (아사노가) 1613년 ~ 1619년 | 후임 도쿠가와 요리노부 |

| 전임 후쿠시마 마사노리 | 제1대 히로시마번 번주 (아사노가) 1619년 ~ 1632년 | 후임 아사노 미쓰아키라 |